# Saison 2014 de l'équipe cycliste Belkin

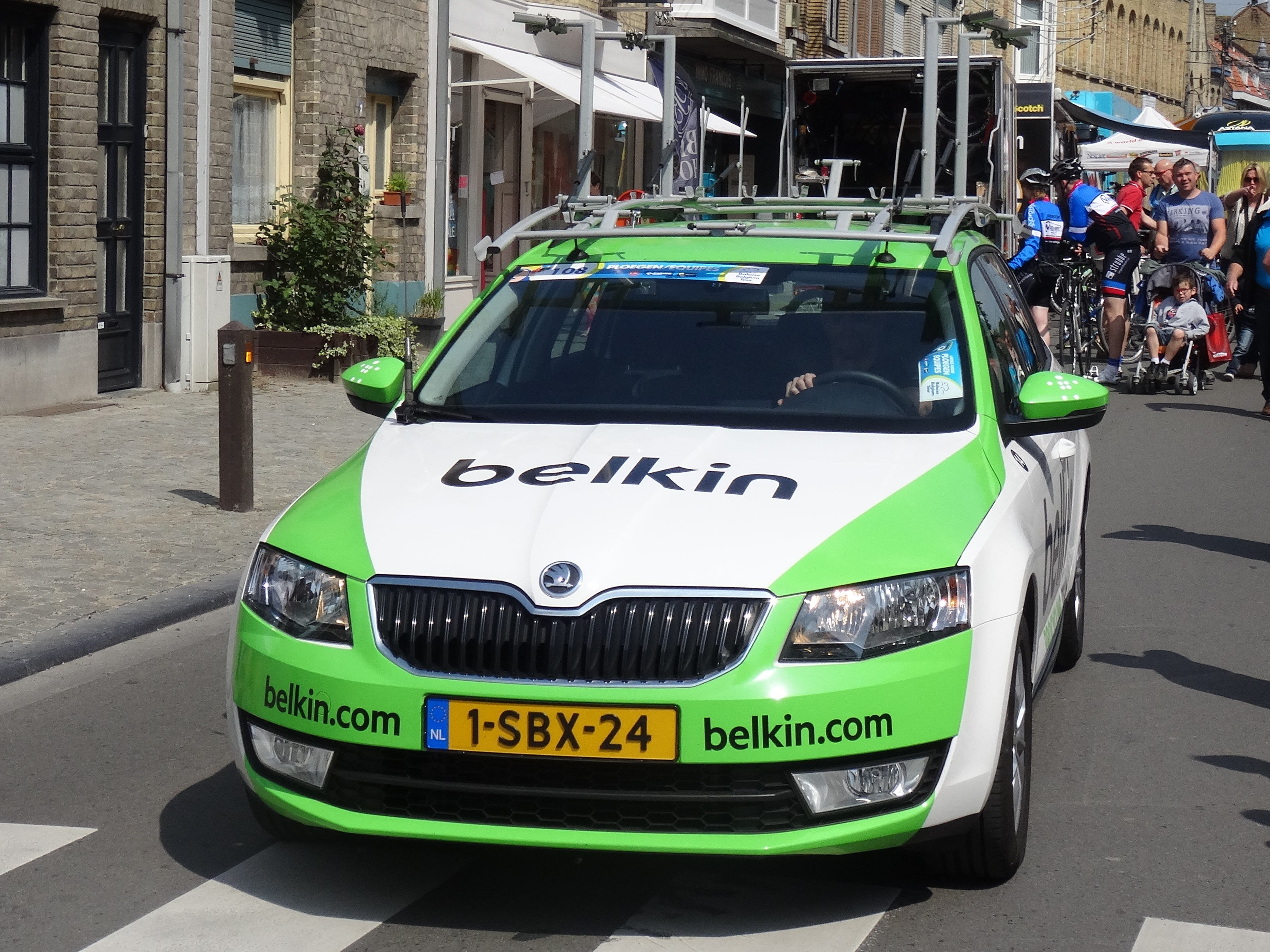
Une des voitures de Belkin lors de la 3e étape du Tour de Belgique 2014.

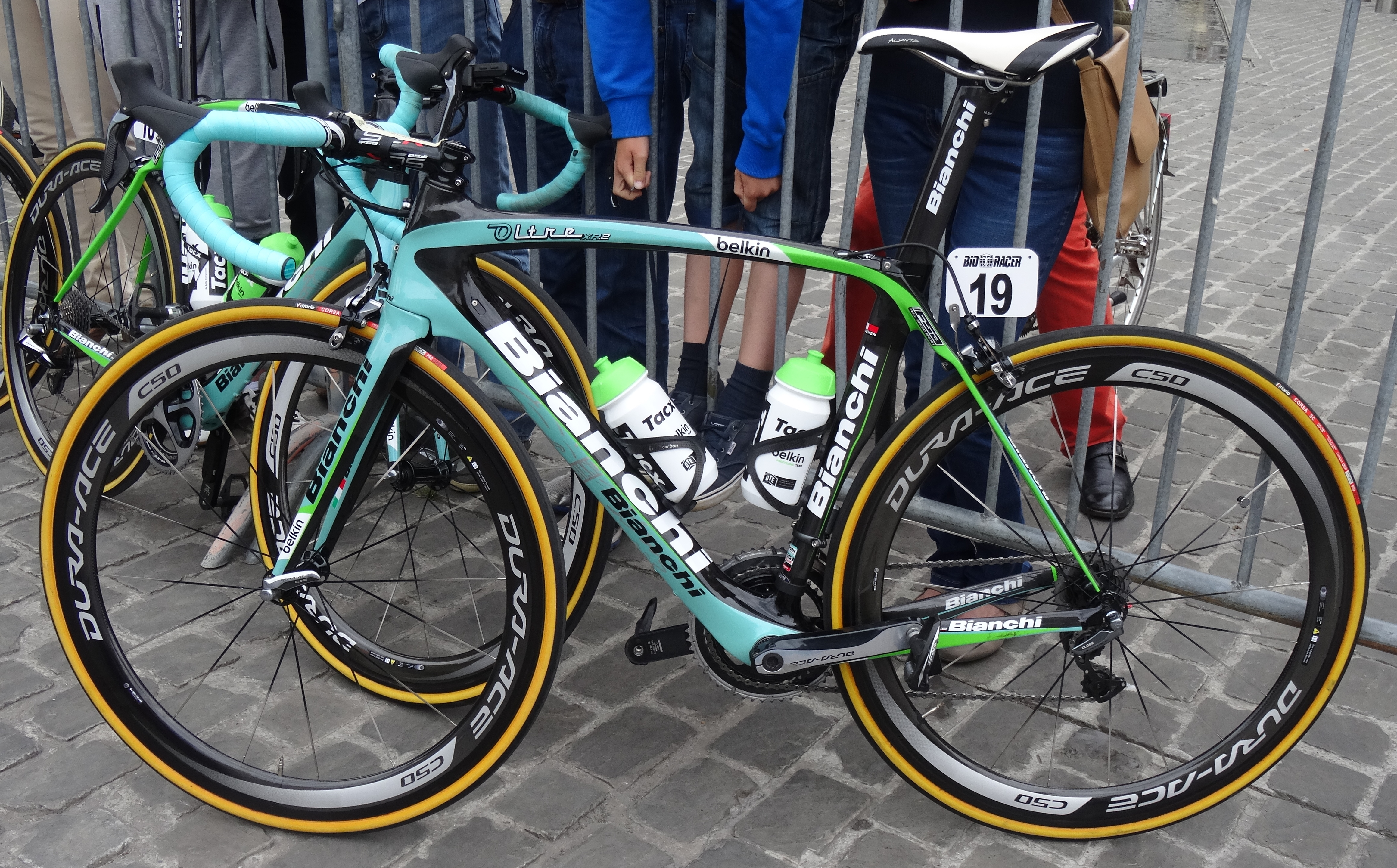
Le vélo de Graeme Brown lors du Tour du Limbourg 2014.

La saison 2014 de l'équipe cycliste Belkin est la dix-neuvième de cette équipe.

## Préparation de la saison 2014

### Sponsors et financement de l'équipe
En juin 2013, l'entreprise américaine Belkin, fabricant de matériel informatique, s'engage pour devenir le sponsor principal de l'équipe pendant deux ans et demi, à partir du Tour de France 2013,. La société Bianchi, dont le contrat porte sur les saisons 2014 et 2015, et le fournisseur de cycles de l'équipe. Le budget de l'équipe pour l'année 2014 est de 15 millions d'euros.

### Arrivées et départs
| Arrivées           | Équipe 2013          |
| ------------------ | -------------------- |
| Jonathan Hivert    | Sojasun              |
| Martijn Keizer     | Vacansoleil-DCM      |
| Barry Markus       | Vacansoleil-DCM      |
| Nick van der Lijke | Rabobank Continental |

| Départs           | Équipe 2014             |
| ----------------- | ----------------------- |
| Mark Renshaw      | Omega Pharma-Quick Step |
| Luis León Sánchez | Caja Rural-Seguros RGA  |
| Tom-Jelte Slagter | Garmin-Sharp            |

## Coureurs et encadrement technique

### Effectif

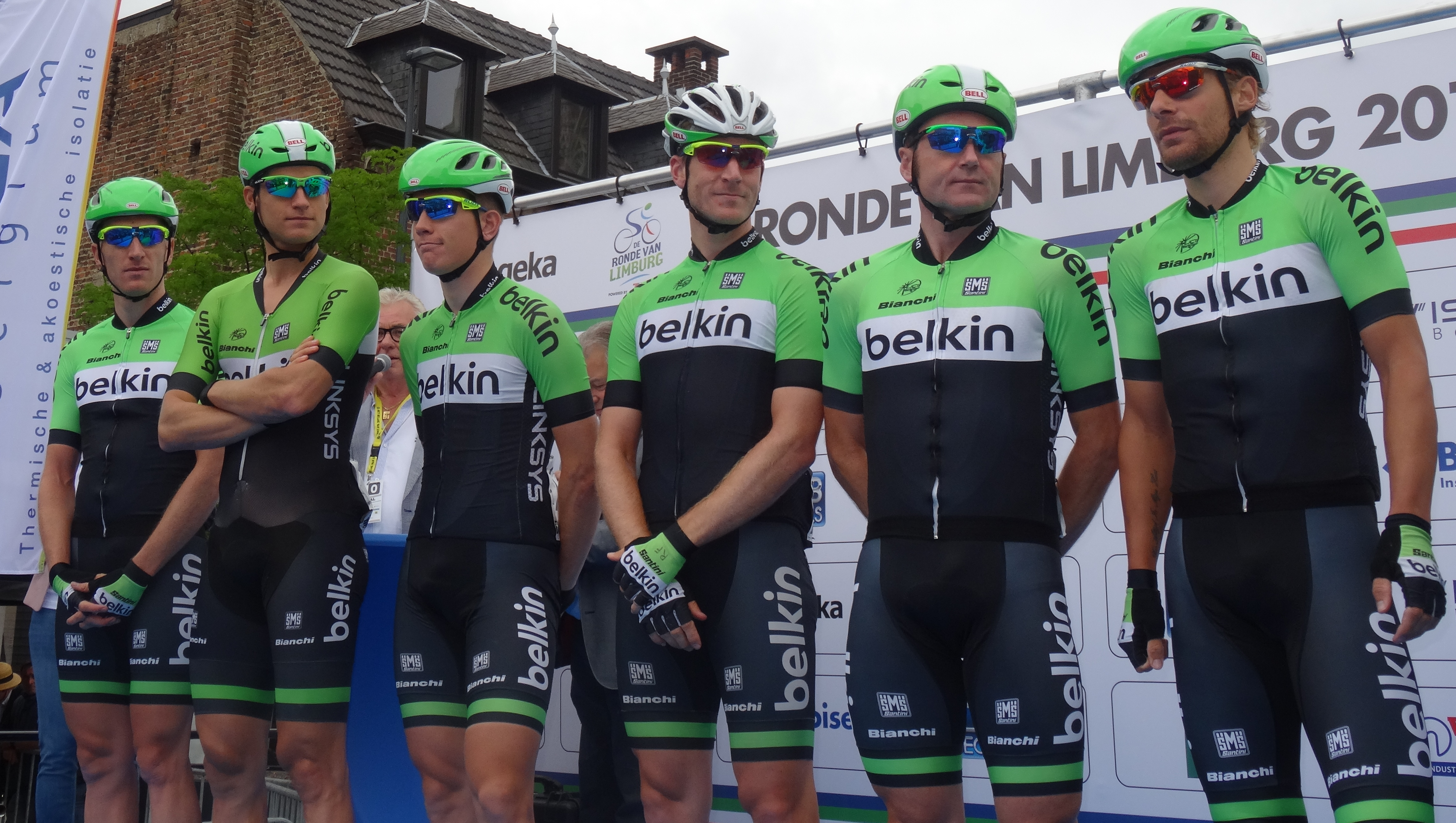
L'équipe lors du Tour du Limbourg 2014.

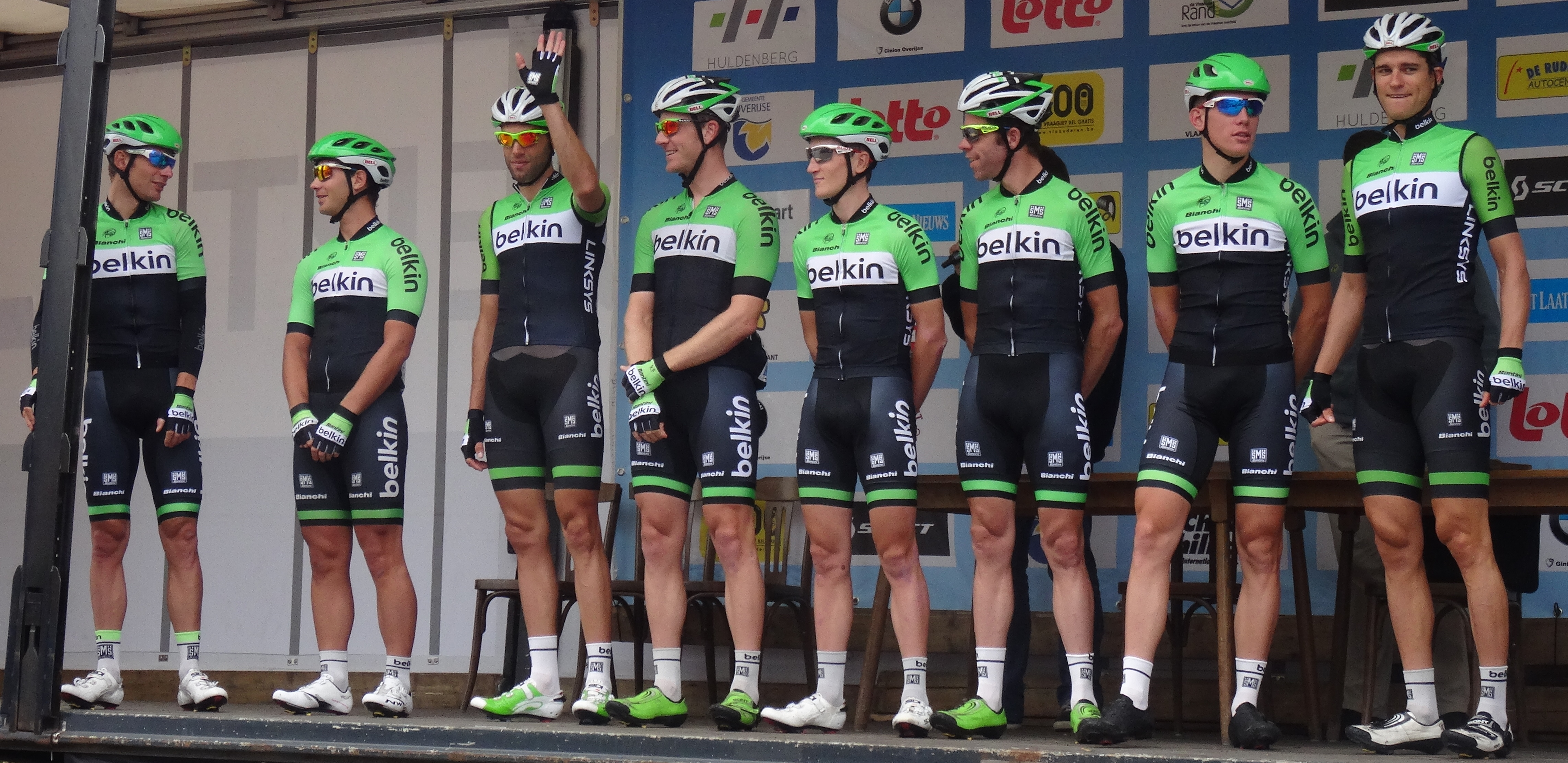
L'équipe lors de la Druivenkoers Overijse 2014.

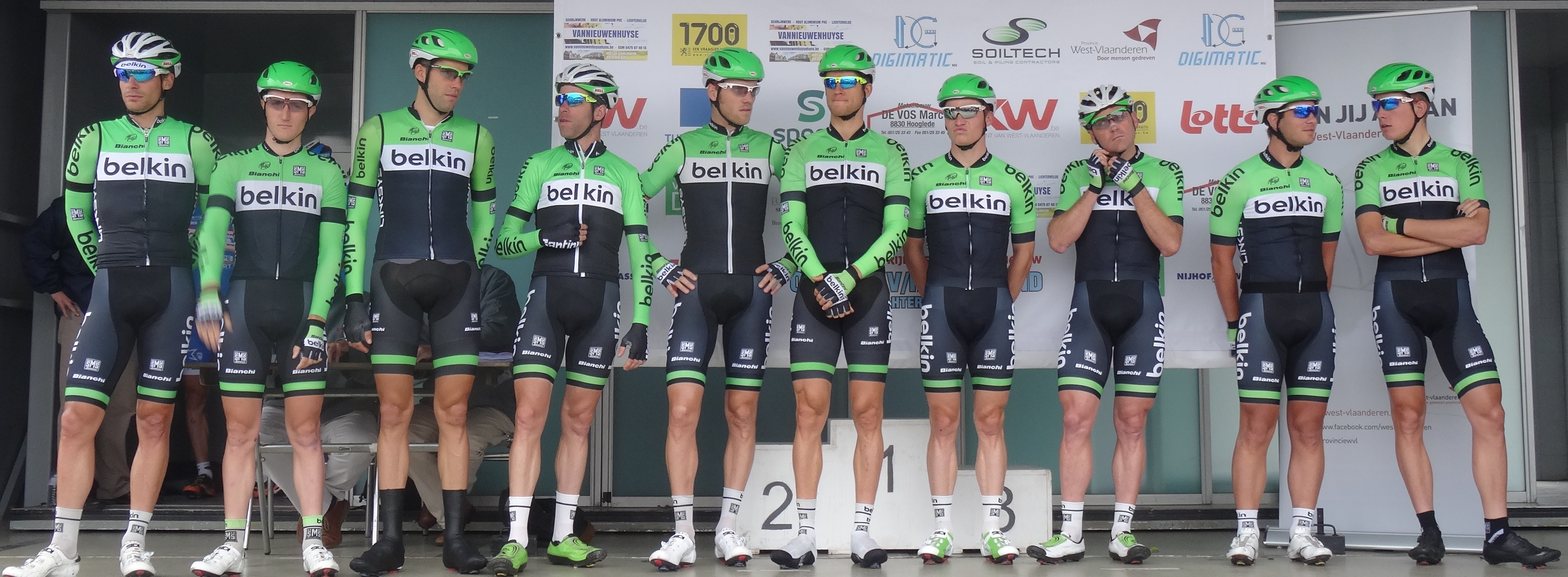
L'équipe lors du Circuit du Houtland 2014.

| Cycliste             | Date de naissance | Nationalité | Équipe 2013          |
| -------------------- | ----------------- | ----------- | -------------------- |
| Jack Bobridge        | 13 juillet 1989   | Australie   | Belkin               |
| Jetse Bol            | 8 septembre 1989  | Pays-Bas    | Belkin               |
| Lars Boom            | 30 décembre 1985  | Pays-Bas    | Belkin               |
| Theo Bos             | 22 août 1983      | Pays-Bas    | Belkin               |
| Graeme Brown         | 9 avril 1979      | Australie   | Belkin               |
| Stef Clement         | 24 septembre 1982 | Pays-Bas    | Belkin               |
| Rick Flens           | 11 avril 1983     | Pays-Bas    | Belkin               |
| Juan Manuel Gárate   | 24 avril 1976     | Espagne     | Belkin               |
| Robert Gesink        | 31 mai 1986       | Pays-Bas    | Belkin               |
| Marc Goos            | 30 novembre 1990  | Pays-Bas    | Belkin               |
| Jonathan Hivert      | 23 mars 1985      | France      | Sojasun              |
| Moreno Hofland       | 31 août 1991      | Pays-Bas    | Belkin               |
| Martijn Keizer       | 25 mars 1988      | Pays-Bas    | Vacansoleil-DCM      |
| Wilco Kelderman      | 25 mars 1991      | Pays-Bas    | Belkin               |
| Steven Kruijswijk    | 7 juin 1987       | Pays-Bas    | Belkin               |
| Tom Leezer           | 26 décembre 1985  | Pays-Bas    | Belkin               |
| Barry Markus         | 17 juillet 1991   | Pays-Bas    | Vacansoleil-DCM      |
| Paul Martens         | 26 octobre 1983   | Allemagne   | Belkin               |
| Bauke Mollema        | 26 novembre 1986  | Pays-Bas    | Belkin               |
| Lars Petter Nordhaug | 14 mai 1984       | Norvège     | Belkin               |
| Bram Tankink         | 3 décembre 1978   | Pays-Bas    | Belkin               |
| David Tanner         | 30 septembre 1984 | Australie   | Belkin               |
| Laurens ten Dam      | 13 novembre 1980  | Pays-Bas    | Belkin               |
| Maarten Tjallingii   | 5 novembre 1977   | Pays-Bas    | Belkin               |
| Nick van der Lijke   | 23 septembre 1991 | Pays-Bas    | Rabobank Development |
| Jos van Emden        | 18 février 1985   | Pays-Bas    | Belkin               |
| Dennis van Winden    | 2 décembre 1987   | Pays-Bas    | Belkin               |
| Sep Vanmarcke        | 28 juillet 1988   | Belgique    | Belkin               |
| Robert Wagner        | 17 avril 1983     | Allemagne   | Belkin               |
| Maarten Wynants      | 13 mai 1982       | Belgique    | Belkin               |
| Stagiaire            | Date de naissance | Nationalité | Équipe 2014          |
| Martijn Tusveld      | 9 septembre 1993  | Pays-Bas    | Rabobank Development |

Portraits
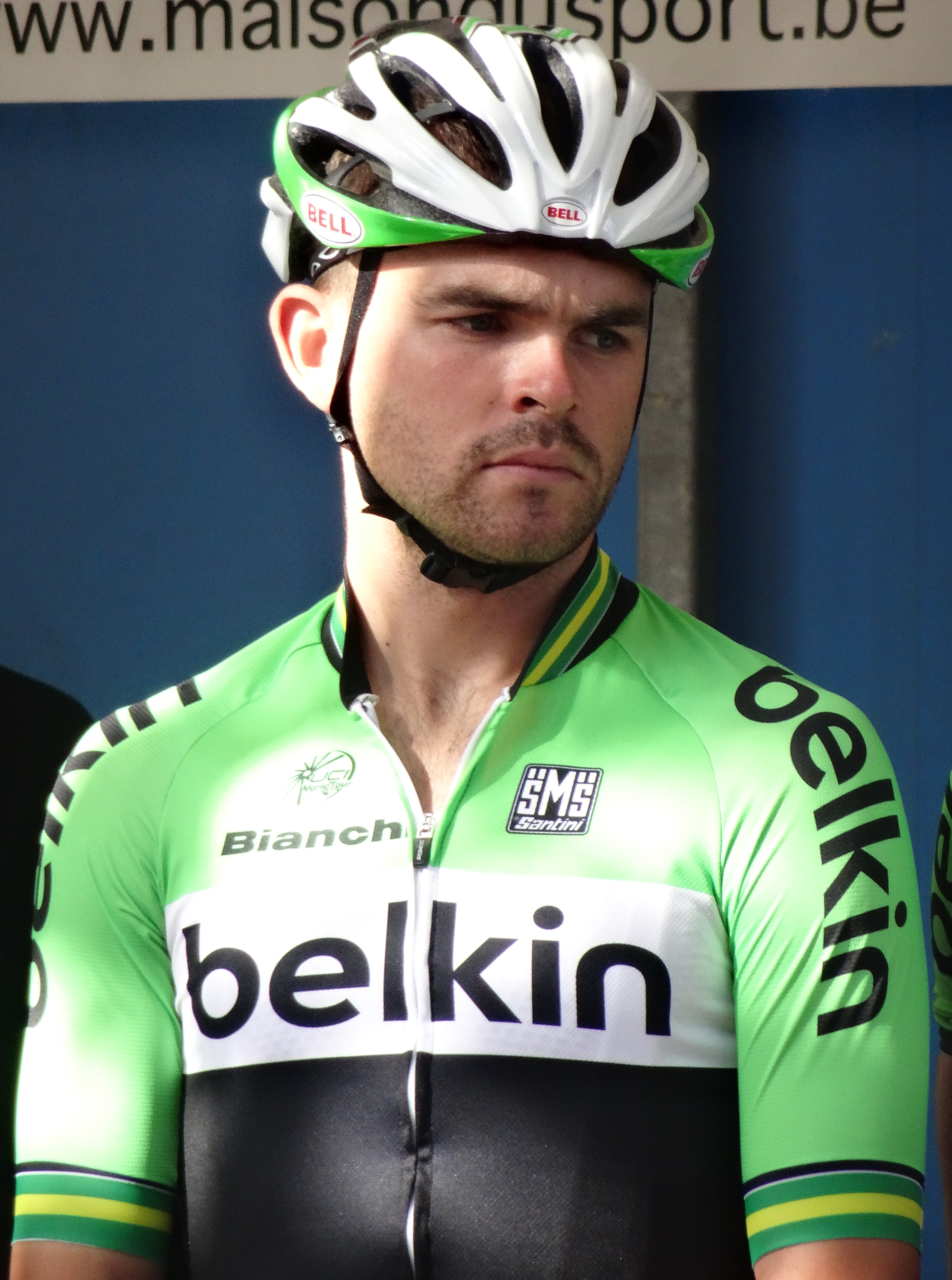
Jack Bobridge.
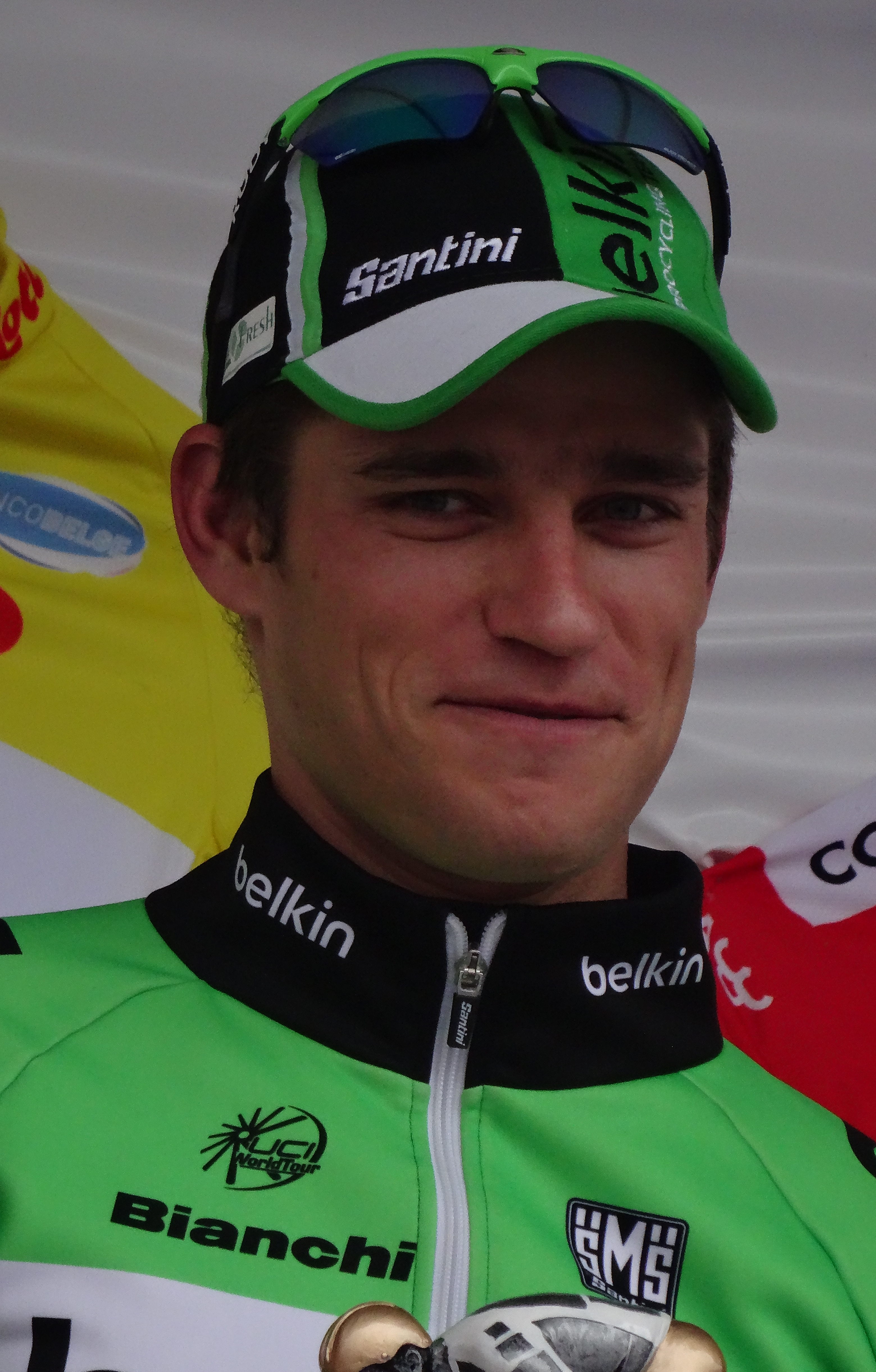
Theo Bos.
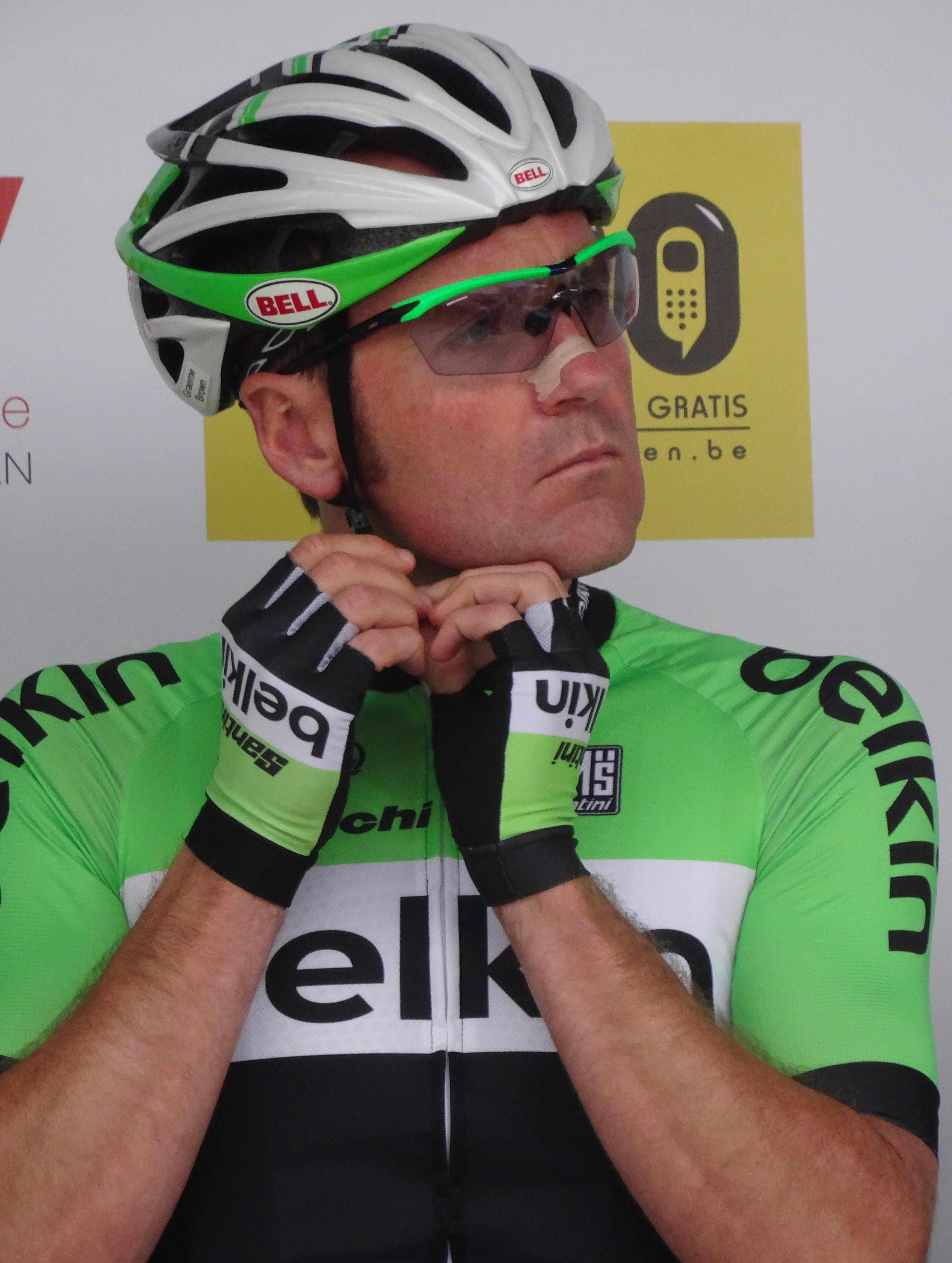
Graeme Brown.
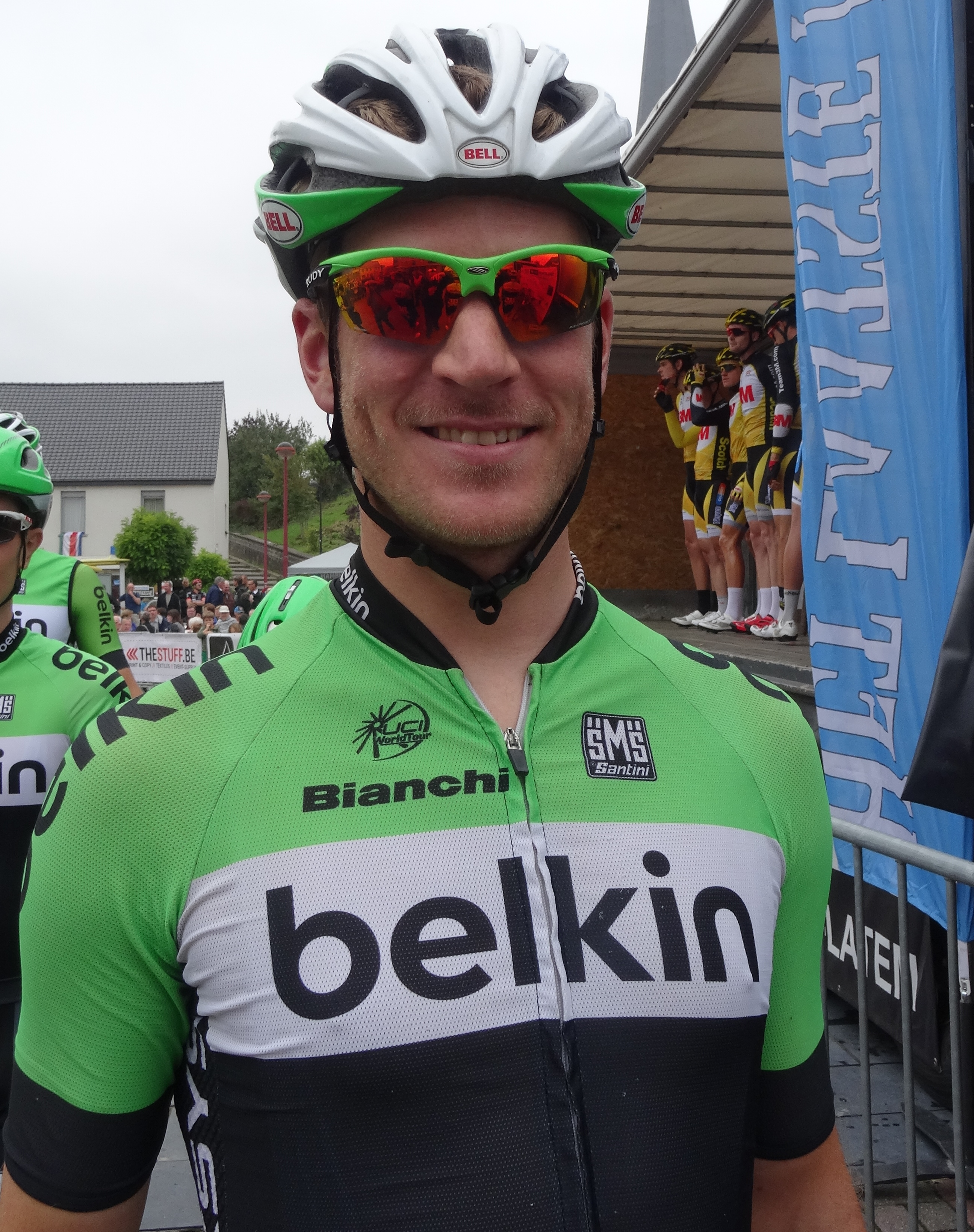
Rick Flens.
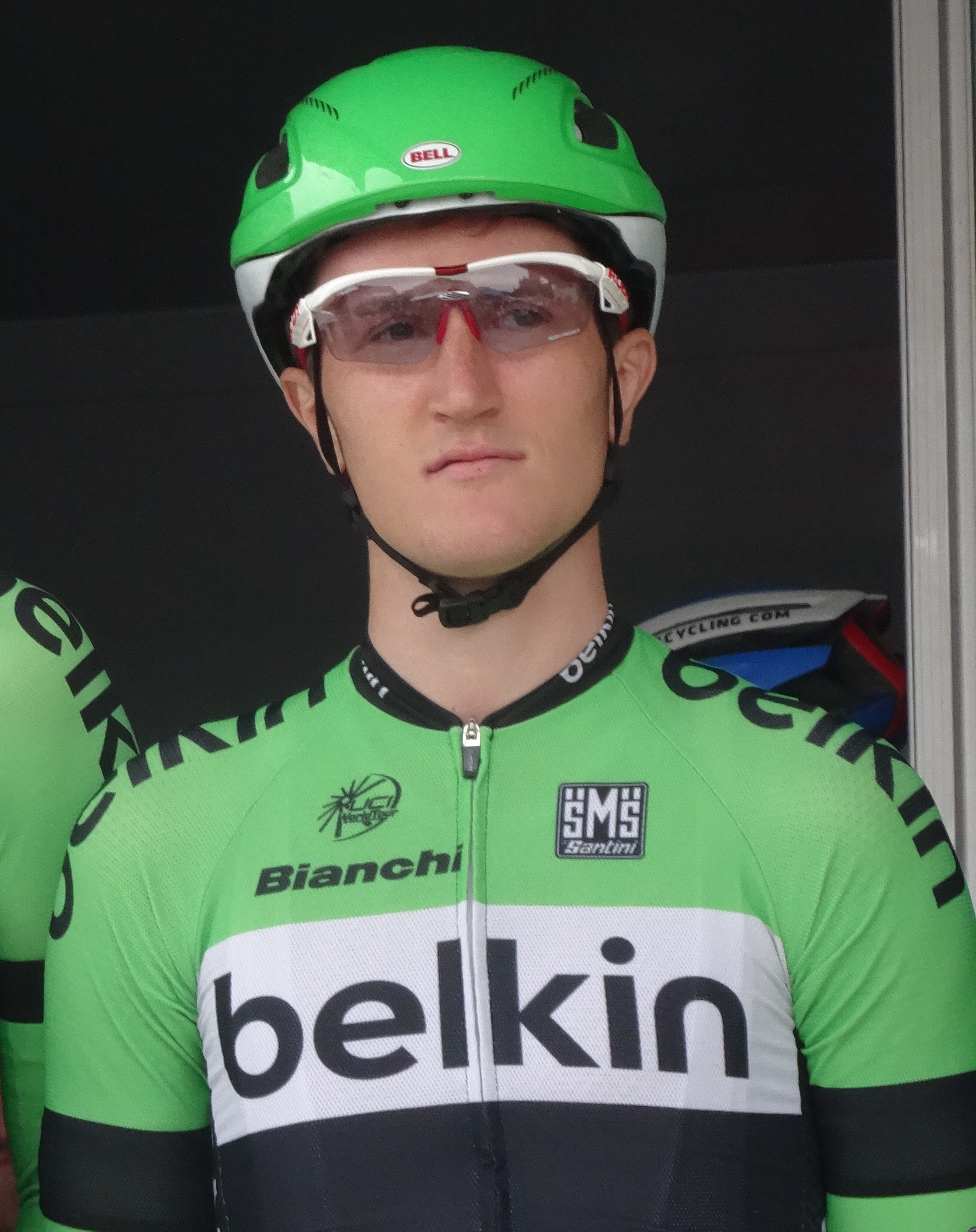
Nick van der Lijke.
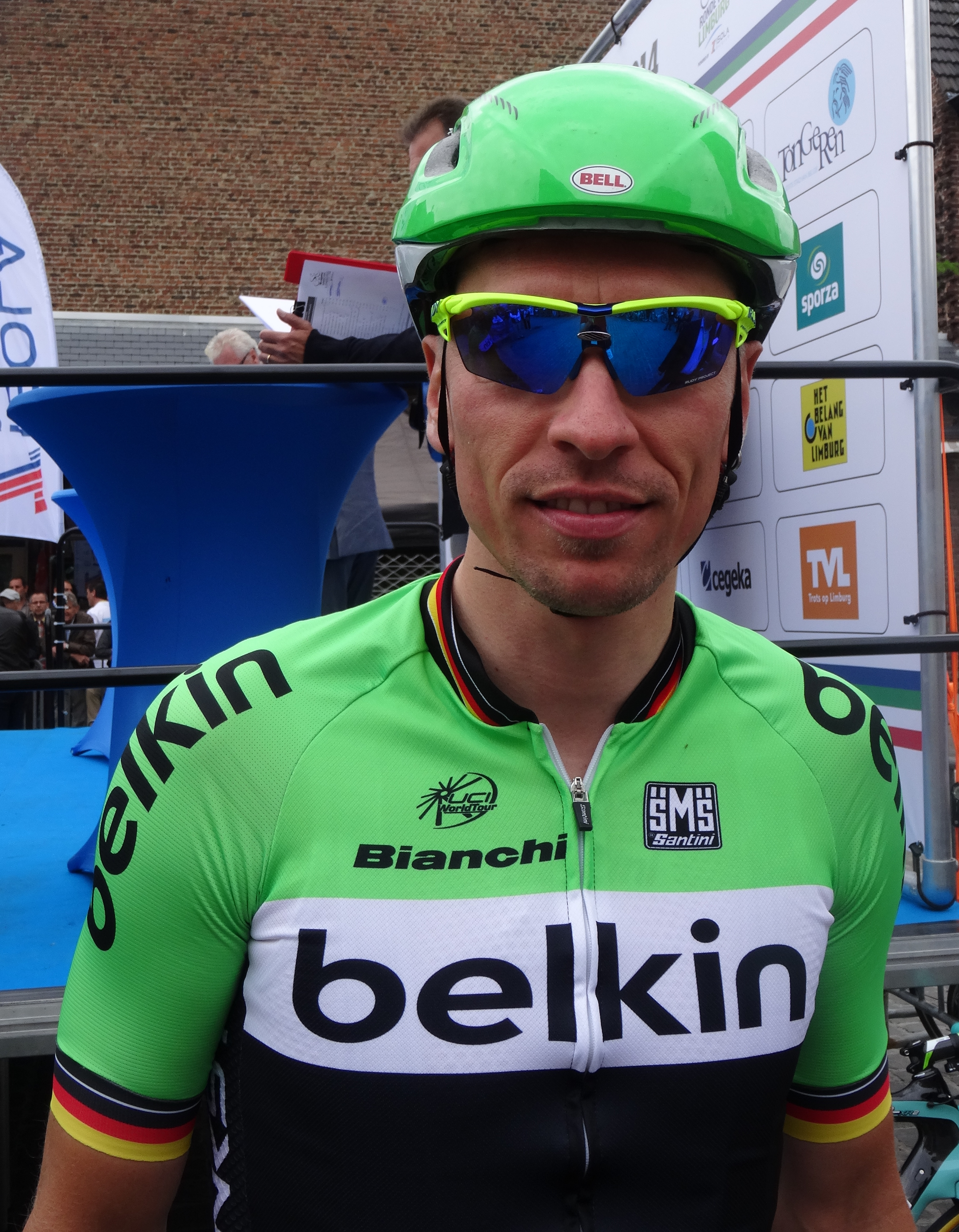
Robert Wagner.
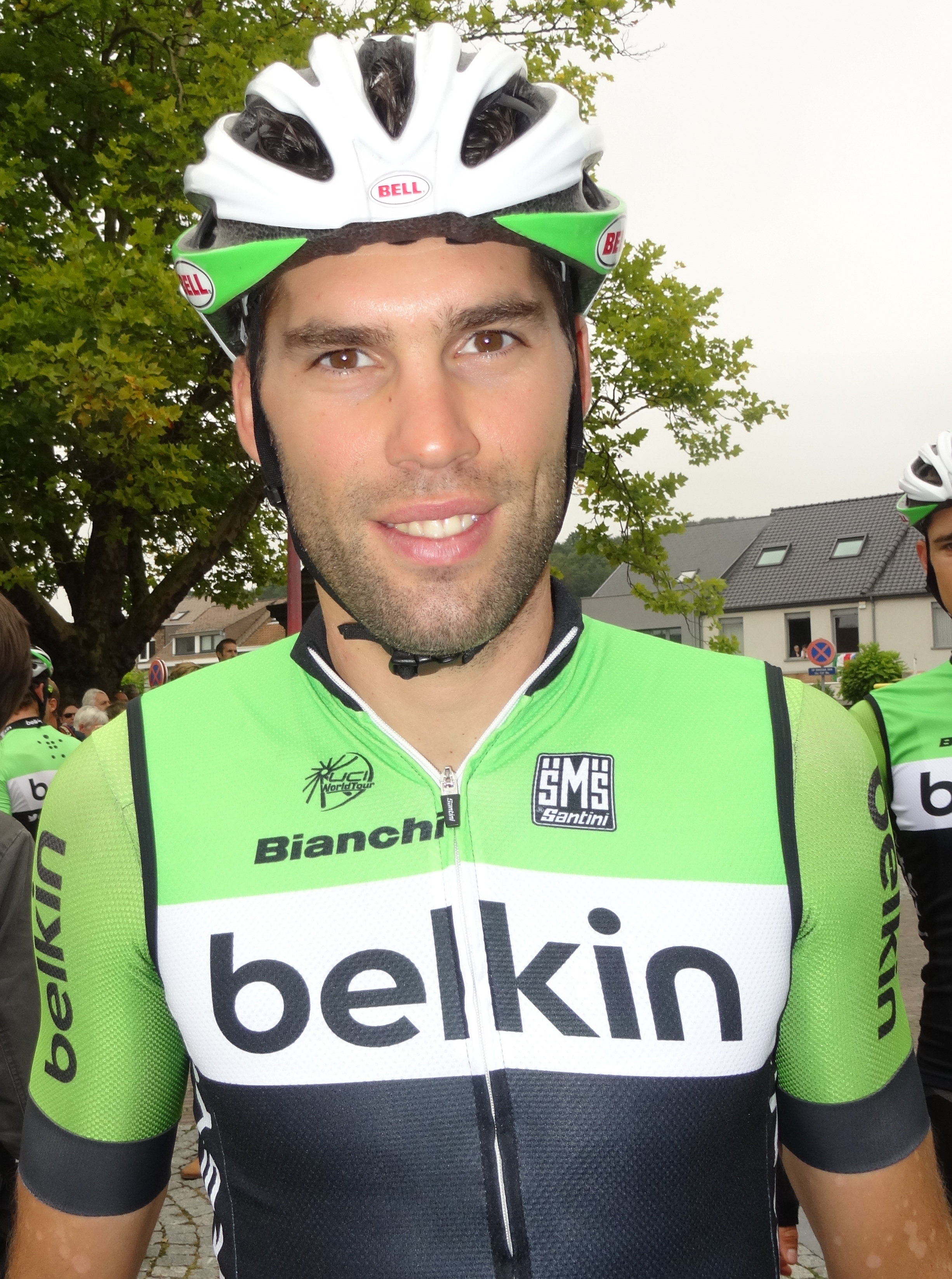
Maarten Wynants.

### Encadrement
Fin 2012, Harold Knebel quitte l'équipe qu'il dirigeait depuis 2008. Il est remplacé par Richard Plugge, jusqu'alors responsable de la communication de l'équipe, et ancien rédacteur en chef du journal sportif NUsport (nl). La direction sportive est assurée par Nico Verhoeven. L'équipe de direction comprend Erik Dekker, Jan Boven, Frans Maassen, Michiel Elijzen et Jeroen Blijlevens. Merijn Zeeman est l'entraîneur de l'équipe Belkin

## Bilan de la saison

### Victoires

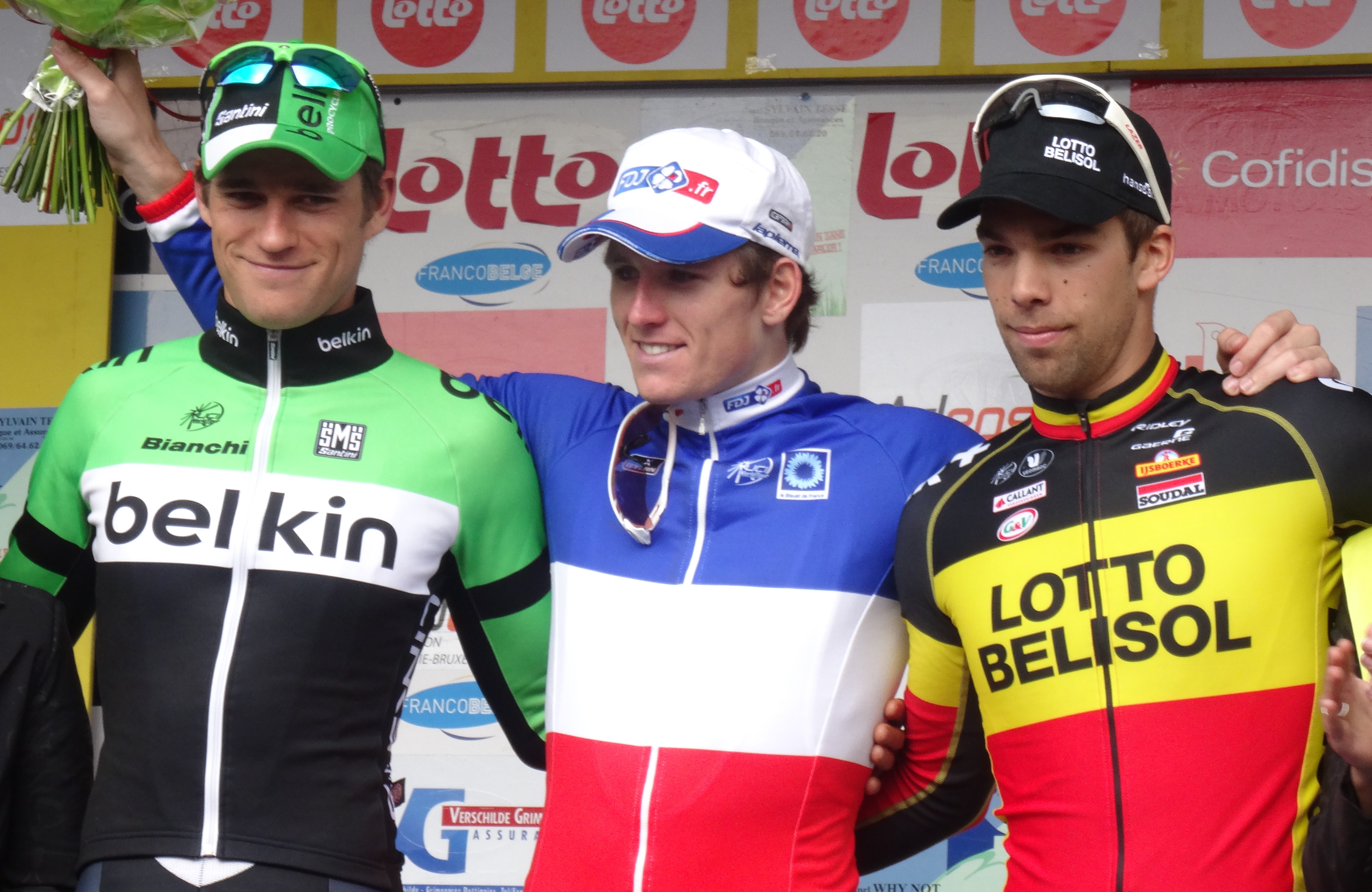
Podium de l'édition 2014 de l'Eurométropole Tour : Theo Bos (3e), Arnaud Démare (1er) et Jens Debusschere (2e).

| Date       | Course                                        | Pays       | Classe | Vainqueur            |
| ---------- | --------------------------------------------- | ---------- | ------ | -------------------- |
| 23/02/2014 | 4e étape du Tour d'Andalousie                 | Espagne    | 2.1    | Moreno Hofland       |
| 28/02/2014 | 2e étape du Tour de Langkawi                  | Malaisie   | 2.HC   | Theo Bos             |
| 05/03/2014 | 7e étape du Tour de Langkawi                  | Malaisie   | 2.HC   | Theo Bos             |
| 06/03/2014 | 8e étape du Tour de Langkawi                  | Malaisie   | 2.HC   | Theo Bos             |
| 07/03/2014 | 9e étape du Tour de Langkawi                  | Malaisie   | 2.HC   | Theo Bos             |
| 10/03/2014 | 2e étape de Paris-Nice                        | France     | WT     | Moreno Hofland       |
| 29/03/2014 | 6e étape du Tour de Catalogne                 | Espagne    | WT     | Stef Clement         |
| 05/04/2014 | Volta Limburg Classic                         | Pays-Bas   | 1.1    | Moreno Hofland       |
| 23/05/2014 | 3e étape du Tour de Norvège                   | Norvège    | 2.HC   | Sep Vanmarcke        |
| 24/05/2014 | 4e étape du Tour de Norvège                   | Norvège    | 2.HC   | Bauke Mollema        |
| 25/05/2014 | Classement général de la World Ports Classic  | Pays-Bas   | 2.1    | Theo Bos             |
| 01/06/2014 | 5e étape du Tour de Belgique                  | Belgique   | 2.HC   | Paul Martens         |
| 07/06/2014 | Ronde van Zeeland Seaports                    | Pays-Bas   | 1.1    | Theo Bos             |
| 09/07/2014 | 5e étape du Tour de France                    | France     | WT     | Lars Boom            |
| 04/08/2014 | 1re étape du Tour de l'Utah                   | États-Unis | 2.1    | Moreno Hofland       |
| 05/08/2014 | 3e étape du Tour de Pologne                   | Pologne    | WT     | Theo Bos             |
| 06/08/2014 | 3e étape du Tour de l'Utah                    | États-Unis | 2.1    | Moreno Hofland       |
| 14/08/2014 | 1re étape de l'Arctic Race of Norway          | Norvège    | 2.1    | Lars Petter Nordhaug |
| 17/08/2014 | Classement général de l'Arctic Race of Norway | Norvège    | 2.1    | Steven Kruijswijk    |
| 05/09/2014 | 3e étape du Tour d'Alberta                    | Canada     | 2.1    | Sep Vanmarcke        |
| 06/09/2014 | 4e étape du Tour d'Alberta                    | Canada     | 2.1    | Theo Bos             |
| 04/10/2014 | 3e étape de l'Eurométropole Tour              | Belgique   | 2.1    | Theo Bos             |
| 20/10/2014 | 1re étape du Tour de Hainan                   | Chine      | 2.HC   | Moreno Hofland       |

### Résultats sur les courses majeures
Les tableaux suivants représentent les résultats de l'équipe dans les principales courses du calendrier international (les cinq classiques majeures et les trois grands tours). Pour chaque épreuve est indiqué le meilleur coureur de l'équipe, son classement ainsi que les accessits glanés par Belkin sur les courses de trois semaines.

#### Classiques
| Classique            | Milan-San Remo             | Tour des Flandres  | Paris-Roubaix      | Liège-Bastogne-Liège | Tour de Lombardie     |
| -------------------- | -------------------------- | ------------------ | ------------------ | -------------------- | --------------------- |
| Coureur (classement) | Lars Petter Nordhaug (15e) | Sep Vanmarcke (3e) | Sep Vanmarcke (4e) | Bauke Mollema (15e)  | Wilco Kelderman (17e) |

#### Grands tours
| Grand tour           | Tour d'Italie        | Tour de France                 | Tour d'Espagne        |
| -------------------- | -------------------- | ------------------------------ | --------------------- |
| Coureur (classement) | Wilco Kelderman (7e) | Laurens ten Dam (9e)           | Wilco Kelderman (14e) |
| Accessits            | -                    | 1 victoire d'étape (Lars Boom) | -                     |

### Classement UCI
L'équipe Belkin termine à la douzième place du World Tour avec 795 points. Ce total est obtenu par l'addition des points des cinq meilleurs coureurs de l'équipe au classement individuel que sont Bauke Mollema, 19e avec 246 points, Sep Vanmarcke, 23e avec 216 points, Wilco Kelderman, 33e avec 162 points, Lars Boom, 47e avec 109 points, et Robert Gesink, 78e avec 62 points,. Le championnat du monde du contre-la-montre par équipes terminé à la 14e place ne rapporte aucun point à l'équipe.
| Rang | Coureur              | Points |
| ---- | -------------------- | ------ |
| 19   | Bauke Mollema        | 246    |
| 23   | Sep Vanmarcke        | 216    |
| 33   | Wilco Kelderman      | 162    |
| 47   | Lars Boom            | 109    |
| 78   | Robert Gesink        | 62     |
| 81   | Laurens ten Dam      | 60     |
| 117  | Steven Kruijswijk    | 16     |
| 130  | Moreno Hofland       | 12     |
| 136  | Jonathan Hivert      | 10     |
| 156  | Paul Martens         | 6      |
| 160  | Stef Clement         | 6      |
| 168  | Theo Bos             | 6      |
| 223  | Lars Petter Nordhaug | 1      |